# Синагога Мордко і Таубі Корн
Синагога Мордко і Таубі Корн «Корншил» («Korn Shil») — юдейська синагога в Чернівцях. 

## Історія
Невеличка синагога була збудована наприкінці XIX ст. у неороманському стилі й функціонувала до Другої світової війни. Після війни вона не ввійшла до числа діючих синагог і була закрита. Приміщення використовувалося для практичніших, з погляду міської влади, потреб. Його перебудовували, змінюючи зовнішній вигляд і внутрішнє планування. Після 1991 року вона знову почала використовуватися за призначанням й довгий час залишалася єдиною діючою культовою спорудою місцевих юдеїв. А кілька років тому в місті після капітального ремонту було освячено ще одну «малу» синагогу на вул. Садовського, 11.